# Confiteor (esej)

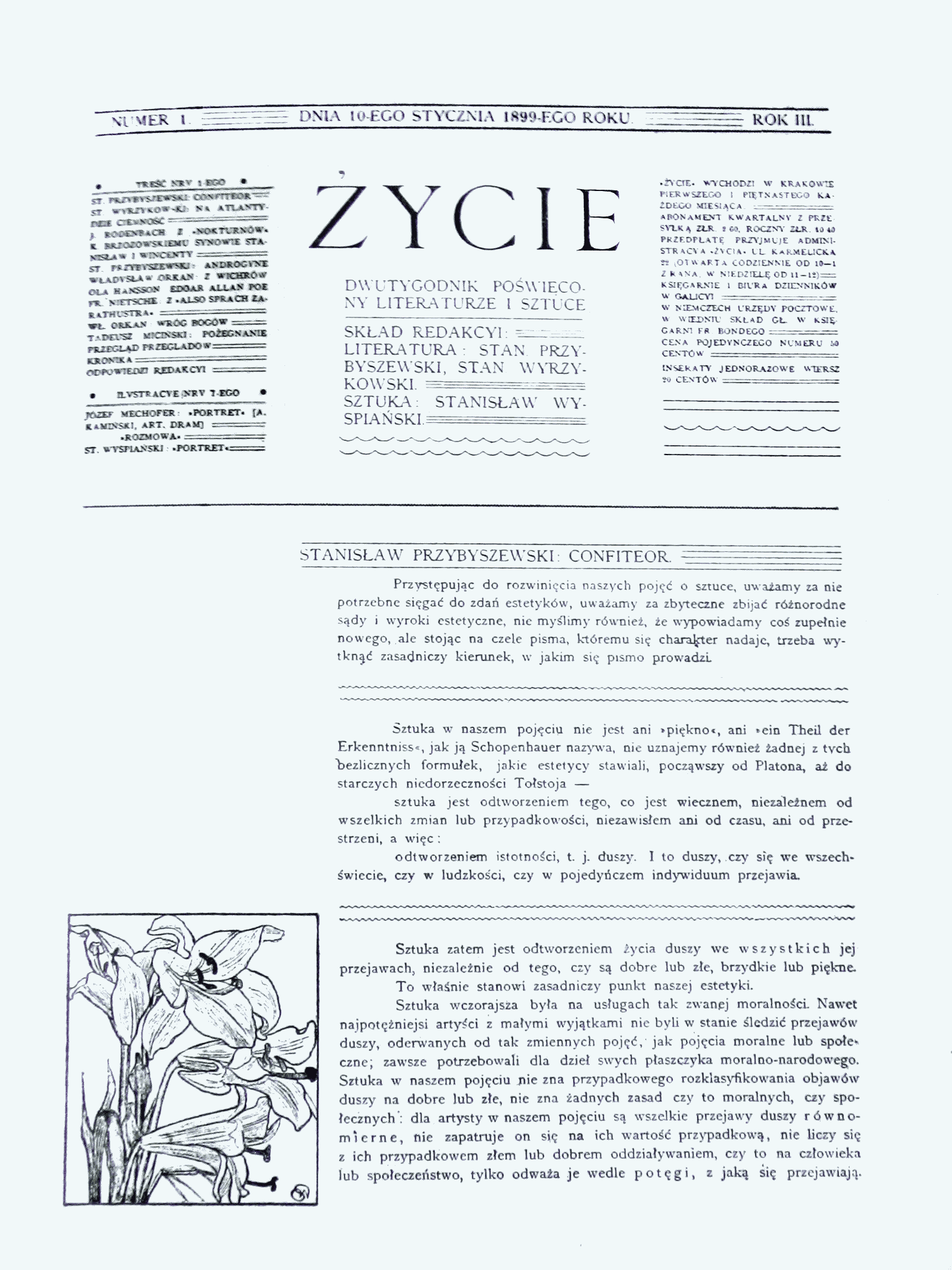
Życie, numer z 10 stycznia 1899 roku, tekst Confiteor Stanisława Przybyszewskiego.

Confiteor – esej Stanisława Przybyszewskiego o roli artysty sformułowany w programowym artykule i ogłoszony na łamach krakowskiego czasopisma „Życie” w 1899. Stał się manifestem polskiego modernizmu. Sformułował jako pierwszy w Polsce hasło sztuka dla sztuki.